# ASV Bergedorf 85
Maillots
L’ASV Bergedorf 85 est un club sportif allemand localisé dans le district de Bergedorf dans le territoire de la Ville libre de Hambourg.
Aux côtés du football, le club comporte plusieurs autres sections sportives dont l’aïkido, le badminton, la danse, la gymnastique, le handball, le karaté, la natation, la planche à voile, le tennis, le tennis de table, des sports nautiques, …

## Histoire

### Des origines aux années 1950
Le club fut créé le 29 mars 1885 sous l’appellation Allgemeine Turnverein (ATV) Bergedorf, un cercle gymnique.
En 1911, le club fusionna avec le Arbeiter Turnverein Phönix Sande pour former le Freien Turnerschaft Bergedorf-Sande. En 1912, le cercle se dota d’une section football.
En 1929, le club adapta sa dénomination au changement de nom du district dans lequel il est localisé et devint le Freie Turnerschaft Bergedorf-Lohbrügge.
Avant 1933, le club ne joua pas sous l’égide de la DFB mais dans une grande ligue travailliste, Arbeiter-Turn-und Sportbund (ATSB). 
Dès leur arrivée au pouvoir, les Nazis proclamèrent l’interdiction et la dissolution immédiate des ligues travaillistes d’obédience communiste et socialiste (par après, ce fut aussi le cas des ligues dites bourgeoise et/ou religieuses).
Le club survécut en étant contraint de changer de ligue. Son rival local à cette époque était le SuS Bergedorf (de nos jours, TSG Bergedorf 1860).
Après la Deuxième Guerre mondiale, tous les clubs et associations allemands furent dissous (voir Directive no 23). Le club fut rapidement reconstitué sous le nom de FT Bergedorf-Lohbrügge 1885L

### La période faste des années 1950
Peu après se reconstitution, le club prit le nom de ASV Bergedorf 85 à partir du 20 janvier 1946 puis s’installa dans le stade de Sander Tannen, qui est toujours le sien de nos jours. Lors des saisons suivantes, de l’ASV 85 grimpa les échelons alors que son rival local du TSG 1860 glissa dans l’ombre. En deux saisons, l’ASV Bergedorf 85 passa du niveau 4 au niveau 2, à cette époque appelé Verbandsliga. A dès la fin de saison 1948-1949, le club serait monté en Oberliga Nord (niveau 1) sans une défaite (3-4) lors du match de barrage décisif contre (Harburger TB 1865).
À partir de 1950, le club emménage au Billtalstadion.
Le cercle dut alors attendre dix. En 1959, il monta enfin dans la plus haute série de l’époque: l’Oberliga.
Bergedorf 85 y resta jusqu’à la dissolution de la ligue lors de la création de la Bundesliga, en 1963. Le cercle fut alors versé en Regionalliga Nord (équivalent D2).

### Recul dans la hiérarchie
L’ASV Bergedorf 85 joua au 2e niveau jusqu’au terme de la saison 1969-1970 puis fut relégué en Amateurliga Hambourg.
Au fil des saisons, le cercle recula quelque peu et resta dans l’anonymat de la hiérarchie régionale. 
Toutefois, le 28 août 1982, le club fit parler de lui et frôla l’exploit en DFB-Pokal contre le FC Bayern München. L’ASV Bergedorf 85 mena (1-0) jusqu’à…15 secondes de la fin puis Dieter Hoeneß égalisa de la tête. Dans la prolongation, le club bavarois fit alors la différence (1-5).
En 1990, la réunification allemande entraîna l’obligation de réorganiser les ligues compte tenu du grand nombre de clubs de l’ex-RDA qui entrèrent ou revinrent au sein de la DFB.
Ce fut ainsi qu’à la fin de la saison 1993-1994, fut recréé une ligue appelée Regionalliga Nord, qui prit place au niveau 3. Les Oberligen reculèrent au niveau 4 et furent réorganisées. L’ASV 85 se qualifia pour participer à l’Oberliga Hamburg/Schleswig-Holstein. Il joua à l’ascenseur en étant relégué après une saison, regagna sa place pour le 3e exercice et redescendit à nouveau.
En 2001, l’ASV Bergedorf 85 remonta au niveau 4 et cette fois parvint à s’y maintenir même quand, en 2004, l’Oberliga Hamburg/Schleswig-Holstein et l’Oberliga Bremen/Niedersachsen  fusionnèrent pour former l’Oberliga Nord.
Au terme de la saison 2007-2008, La Fédération du Nord (Norddeutsches Fussball Verband) décida d’arrêter l’Oberliga Nord et de la scinder en cinq Verbandsligen. L’ASV Bergedorf 85 rejoignit alors la Verbandsliga Hamburg
En 2010, le club se qualifia pour le tour final pour la montée en Regionalliga Nord, mais faute d’avoir obtenu la licence adéquate, il ne put pas y participer.